# SoftBank 922SH
SoftBank 922SH（ソフトバンク922SH）はシャープが開発しソフトバンクモバイルが販売するW-CDMA通信方式の携帯電話端末。
2WayスタイルとQWERTYキーボードを搭載して、2008年（平成20年）3月28日に発売。通称は「インターネットマシン」。

## 主な機能・サービス
- ミュージックプレイヤー（Windows Media Audio対応）
- Bluetooth
- 赤外線通信（IrDA）(高速赤外線(IrSS/IrSimple)対応)
- デルモジ表示
- マイ絵文字
- フィーリングメール
- カスタムスクリーン
- バイリンガル
- QRコード読み取り・作成
- ドキュメントビューア（Microsoft Word（.doc）・Microsoft Excel（.xls）・Microsoft PowerPoint（.ppt）・PDFデータ（.pdf）対応。）
- 電子辞書
- 世界対応ケータイ

| 主な対応サービス                                 | 主な対応サービス       | 主な対応サービス     | 主な対応サービス |
| ------------------------------------------------ | ---------------------- | -------------------- | ---------------- |
| S!一斉トーク                                     | S!ともだち状況         | Yahoo!mocoa          |                  |
| S!ループ                                         | S!タウン               | S!速報ニュース       |                  |
| PCサイトブラウザ (ページ読込各ファイル1MBに拡張) | 電子コミック           | S!アプリ(メガアプリ) |                  |
| 着うたフル／着うた                               | デコレメール           | S!電話帳バックアップ |                  |
| S!FeliCa                                         | S!ミュージックコネクト | S!GPSナビ            |                  |
| コンテンツおすすめメール                         | TVコール               | 世界対応ケータイ     |                  |
| ワンセグ                                         | 3G ハイスピード        | S!おなじみ操作       |                  |

## 特徴
- ソフトバンクの孫正義社長が「ケータイをインターネットマシンへと進化させる」と宣言した、2007年11月6日の2008年3月期中間決算の会見から約3カ月弱が経過し、そのコンセプトを具現化した端末が登場する。「ケータイは、ボイスマシンから、インターネットマシンへ」というコンセプトの元、シャープとソフトバンクモバイルが共同開発した意欲作である。電子辞書やノートパソコンのような横開きの筐体に、携帯電話端末としては最大級の3.5インチフルワイドVGA液晶ディスプレイと、初のQWERTYキーボード、ワンセグ、3G+GSMの国際ローミングなどを搭載している。
- PDAのようにQWERTYキーボードを搭載しているが、Xシリーズとは異なりWindows Mobileなどのスマートフォン用OSは搭載していない。その代わりにシャープ独自のUIやYahoo!ケータイ、料金形態などはSoftBank 3Gの標準サービスが利用できる。
- RSS配信にも対応したPCサイトブラウザは、読み込み容量が従来の500KBから1MBへと倍増し、ほとんどのPC向けサイトが回覧可能になったほか、新たにPCメールにも対応。POP3メールなど、外出先にいながら自宅のパソコンのメールを送受信できる。ただし、PCメールはPCサイトブラウザと同様の課金がされるため注意が必要。

## 不具合
- 2008年7月29日 - 新着S!メールの受信操作をしないと、新着S!メールが表示されない場合がある不具合
- bluetoothに不具合の個体、または途中で不具合になる個体が多い